# Manuel Pessanha
Micer Manuel Pessanha (en italiano: Emanuele Pezagno, nombre que después se aportuguesa en Pessanha) fue un marino genovés que entró al servicio de Portugal, en tiempos del rey Dionisio I, encargándole éste la tarea de reorganizar la aún incipiente armada portuguesa  y confiriéndole a cambio el título de Almirante de Portugal.

## Biografía
Emanuele Pessagno fue un genovés, hijo de Simone, señor de Castelo di Passagno, que entró al servicio de Portugal, en la época del rey D. Dinis, con el cometido de reorganizar la incipiente flota portuguesa. Para ello, debió de llevar consigo a veinte hombres de Génova para ejercer el cargo de alcaldes de los buques y, a cambio, obtuvo, mediante escrito de 1 de febrero de 1317, el título de almirante de Portugal (que se convertiría en hereditario en su familia hasta la crisis de 1383-1385, pasando después, vía femenina, a la  Casa de Vila Real, dirigida por Pedro de Meneses) y también  una pensión de 3000 libras anuales, dividida en tres pagos de igual valor a abonar superados los meses de enero, mayo y septiembre, y las rentas derivadas del realengo de  Sacavém (que incluía también las de Unhos, Frielas, Camarate y, más tarde, a partir del 24 de septiembre de 1319, las de Algés y también de la villa de Odemira). Este contrato sería más tarde confirmado en su persona mediante cartas de agradecimiento del 10 y 23 de febrero de 1317, de 14 de abril de 1321 y del 21 de abril de 1327.
Participó en las batallas navales que enfrentaron al Reino de Castilla y Portugal en la época de Alfonso XI de Castilla y Alfonso IV de Portugal, y fue hecho prisionero por los castellanos en 1337 después de la batalla del Cabo de San Vicente, y liberado en 1339. Al año siguiente, comandó la Armada portuguesa que auxilió a Castilla en la batalla del Salado (30 de octubre de 1340), luchando a lo largo de Cádiz, mientras que las naves de los moros bloqueaban Tarifa. En 1341, participó en un ataque a Ceuta, considerada un nido de piratas berberiscos que regularmente realizaban actos de vandalismo contra las costas del reino de Algarve. Su actitud en esta confrontación llevó al Papa Benedicto XII a mencionarle elogiosamente en una bula de la cruzada que expidió para el rey portugués.
De su primer matrimonio con Ginebra Pereira, nació Bartolomeu Pessanha, que le sucedió al frente del almirantazgo, y del segundo matrimonio con Leonor Afonso, Lançarote Pessanha, también almirante de Portugal, que iba a ser asesinado en el castillo de Beja durante la crisis de 1383-1385.